# Non sequitur (lógica)
En lógica, non sequitur (del latín «no se sigue») es un argumento en el cual la conclusión no se deduce (no se sigue) de las premisas. En sentido amplio, se aplica a cualquier razonamiento inconsecuente o inválido, es decir, toda falacia es un non sequitur.

## Ejemplos
Un ejemplo de non sequitur es el siguiente:
1. Si es un perro (A), entonces es mamífero (B)
2. Es mamífero (B)
3. Por lo tanto, es un perro (A)

Este argumento tiene la siguiente forma:
1. Si A, entonces B
2. B
3. Por lo tanto, A

Esta es una forma de argumentación inválida llamada afirmación del consecuente. Es un error, dado que el consecuente B puede tener otras razones para ocurrir aparte de A. Nótese que la primera premisa es un condicional, lo cual significa que el antecedente A es suficiente para el consecuente B, pero no viceversa. En este ejemplo, aunque las premisas sean verdaderas, la conclusión puede ser falsa, porque no todos los mamíferos son perros.
Un ejemplo más evidente es el siguiente:
1. Si estoy en Kioto, entonces estoy en Japón
2. Estoy en Japón
3. Entonces, estoy en Kioto

En este segundo ejemplo, aunque es correcto que Kioto está en Japón, no siempre que se está en Japón se está en Kioto.